# Рудольф Менкицький

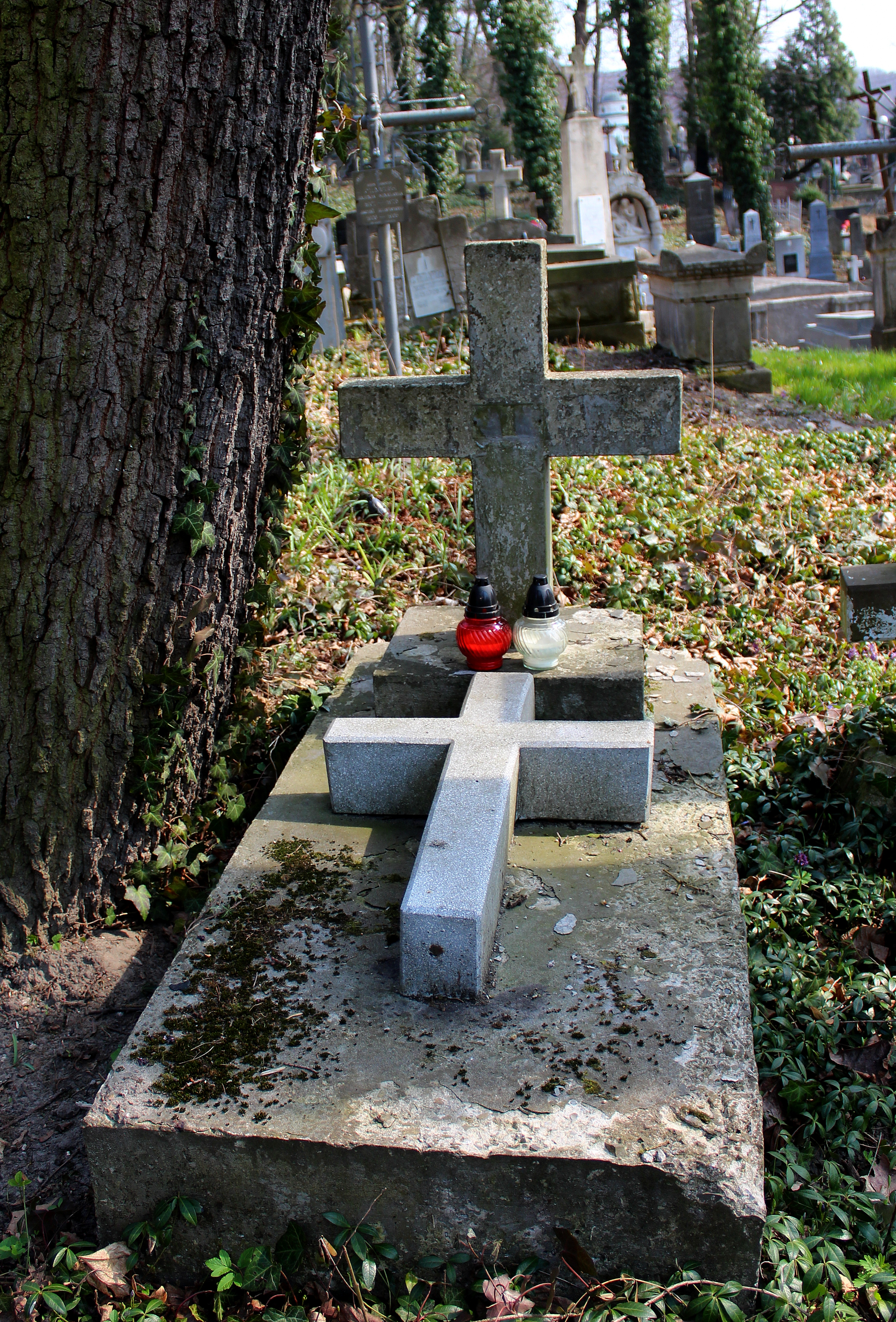

Рудольф Менкицький (пол. Rudolf Mękicki, 7 квітня 1887, Львів — 21 серпня 1942) — львівський музейник, колекціонер, графік, медальєр.

## Біографія
Народився у Львові в родині механіка трамвайного депо Ісидора Менкицького та Маріанни з дому Свентановської. 1905 року закінчив гімназію, а згодом — вчительську семінарію, де пізніше працював вчителем малювання. Брав участь у першій світовій війні і як офіцер австрійської армії потрапив до російського полону. Після закінчення війни вступив до Львівського університету, як вільний слухач. Захоплювався нумізматикою, видав перші наукові розвідки з цієї теми. 1921 року призначений референтом, а невдовзі — «кустошем» (хранителем) Національного музею імені короля Яна III у Львові. Подарував музеєві 240 монет із власної збірки, зокрема багато цінних і унікальних екземплярів. Опрацював ілюстрований картковий каталог зброї. Член Польського геральдичного товариства. Захоплювався графікою — розробляв обкладинки для книг, та виконував ілюстрації до них, виготовив сотні екслібрисів, почесних дипломів, фундаційних актів. Замовниками часто виступали найвищі державні інституції. Розробив кілька гербів польських міст. Автор герба Гдині, нової версії герба Львова, прийнятого 1930 року і актуального по вересень 1939. 1925 року видав збірку «Бібліографічні знаки Рудольфа Менкицького». Займався дослідженням культури львівських вірмен. Брав участь у підготовці виставки вірменського мистецтва, яка відбулась у червні-жовтні 1932 року у Львові, пізніше був причетний до створення Архієпархіального вірменського музею. У тих же роках разом із дружиною на замовлення Сангушків займався організацією експозиції в Підгорецькому замку. У 1930–1932 році викладав курс історії писемності і геральдику на загальнотехнічному факультеті Львівської політехніки. Займався медальєрством. При створенні медалей часто співпрацював із Петром Війтовичем, фірмою Е. М. Унгера і Варшавським монетним двором. У Львівському історичному музеї зберігається пам'ятна медаль Мисливської виставки 1927 року у Львові. Менкицький, ймовірно, є автором проєкту срібної плакетки, присвяченої Польській авіаційній виставці у Львові 1938 року (110×45 мм, виконавець ювелір Ян Войтіх, колекція ЛІМ).
У період першої радянської окупації призначений директором щойно реорганізованого Історичного музею. Мешкав із родиною під Замковою горою на вулиці Княжій, 6. Помер 21 серпня 1942 року. Похований у Львові на Личаківському цвинтарі, поле № 22. 1945 року дружина Юлія, сини Юліуш та Станіслав виїхали до Польщі в місто Гливиці, куди вивезли особисту збірку Менкицького.
Поширеною є хибна версія про єврейське походження науковця. Згідно з нею батько Менкицького нібито мав прізвище Менкес. Інформація з'явилася у публікаціях початку 1990-х і навіть потрапила до V тому «Словника польських митців», виданого 1993 року. Відомо однак про діда Теодора Менкицького і батька Ісидора. Збереглися документи, де останній підписувався як «Ісидор Микіцький» або «Мікіцький», що скоріше вказує на його українське походження. Сам же Рудольф усюди засвідчував свою національність як польську і факт хрещення за латинським обрядом. Редакція Словника польських митців визнала помилку і принесла офіційні вибачення родині Менкицьких.

## Праці
- Каталог руських і львівських монет. Перша велика праця Менкицького. Постала у співпраці з Фердинандом Висоцьким.
- Muzeum Narodowe im. Króla Jana III we Lwowie. Przewodnik po zbiorach. — Lwów, 1936 (Національний музей імені короля Яна III Собеського у Львові. Путівник).
- Mennica lwowska w latach 1656–1657 // Studia lwowskie. — Lwów, 1932. — S. 271—289. (Монетний двір Львова у 1656—1657 рр.).
- Muzea gminy miasta Lwowa. — 1929 (Музеї гміни м. Львова. Співавтор О. Чоловський).
- Pieniądz polski dawniej i dziś. — 1934 (Польські гроші у давнині і сьогодні).
- Konserwacja broni zabytkowej. — 1935 (Консервація історичної зброї).

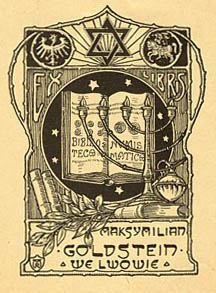
Екслібрис Максимільяна Гольдштейна
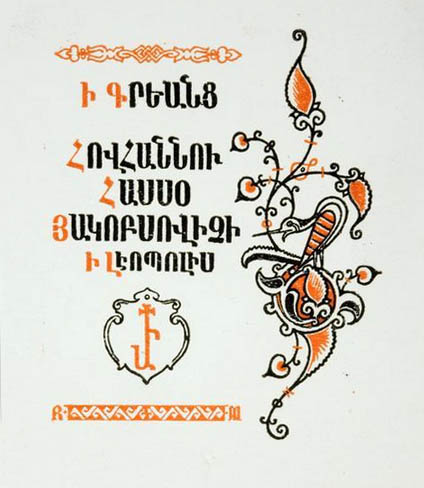
Екслібрис Яна Агопсовича
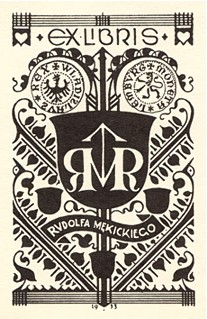
Власний екслібрис Рудольфа Менкицького
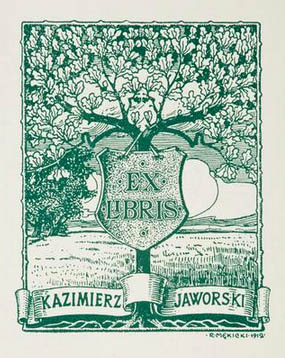
Екслібрис Казимира Яворського
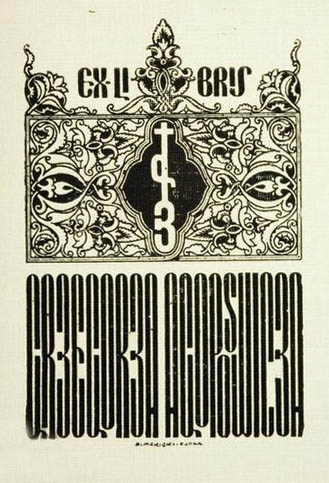
Екслібрис Гжегожа Агопсовича